# Loebas Oosterbeek
Hubertus Martinus Carolus (Loebas) Oosterbeek (Gouda, 10 juli 1946 - Amsterdam, 8 augustus 2003) was een Nederlandse dienstplichtig militair, politicus en activist.
Oosterbeek werd geboren als zoon van een melkhandelaar. Na de basisschool volgde hij de hbs te Gouda (nu GSG Leo Vroman). Uit die tijd stamt ook zijn bijnaam Loebas. Na een slecht paasrapport liep hij op  1 april 1961 van huis weg, om dienst te nemen in het Vreemdelingenlegioen. Oosterbeek kwam niet verder dan de Borinage in België, en werd de volgende dag terug naar huis gebracht.
In 1966 moest Oosterbeek, die inmiddels elektricien was geworden, in militaire dienst. Hij werd geplaatst bij de Verbindingsdienst, en was gelegerd in de Elias Beeckmankazerne te Ede.

Op 4 augustus 1966 richtte Oosterbeek de Vereniging van Dienstplichtige Militairen (VVDM) op. Hij was de eerste voorzitter, werd later tot erevoorzitter benoemd, en was lange tijd lid van de Commissie Buitenland van de VVDM.
Na zijn diensttijd woonde Oosterbeek drie jaar in Brussel, waar hij voor de BRT kijk- en luisteronderzoek uitvoerde. Vervolgens keerde hij terug naar Nederland, en werd hij actief in D66. Oosterbeek was in de jaren zeventig voorzitter van de afdeling Amsterdam, en lid van het hoofdbestuur. Tot in de jaren negentig was hij lid van de werkgroep Defensie van de Stichting Wetenschappelijk Bureau D66.
Vanaf 1979 was hij actief betrokken bij de Europese Raad van Dienstplichtigen Organisaties (European Council of Conscripts Organisations ECCO). Hij legde de eerste contacten tussen ECCO en de NAVO. Op 15 oktober 1987 ontving Oosterbeek uit handen van toenmalige minister van defensie Wim van Eekelen de erepenning van de Stichting Maatschappij en Krijgsmacht.
Intussen was Oosterbeek actief als freelance copywriter, onder de slagzin: Loebas is all write. In februari 1995 kreeg hij echter een ernstige hersenbloeding. Terwijl hij werd verpleegd, hoorde hij van het lot van kindsoldaten in de derde wereld. Hij bracht dit onderwerp onder de aandacht van VVDM en ECCO, en werd medewerker van de Nederlandse Coalitie tegen het gebruik van Kindsoldaten. Daarnaast had hij contact met de Soldatenmoeders van Sint Petersburg die zich verzetten tegen ontgroeningspraktijken met dodelijke afloop in het Russische leger, en zette hij zich in voor jonge militaire veteranen.
Hij was een overtuigd republikein en lid van het Nieuw Republikeins Genootschap (NRG).
Loebas Oosterbeek overleed op 57-jarige leeftijd.